# André Maurois
André Maurois (tên lúc sinh là Émile Salomon Wilhelm Herzog; sinh ngày 26 tháng 7 năm 1885 – mất ngày 9 tháng 10 năm 1967) là một tác giả người Pháp.

## Tiểu sử
Maurois sinh tại Elbeuf và học tại Lycée Pierre Corneille ở Rouen, cả hai đều thuộc Normandy. Maurois là con trai của ông Ernest Herzog, một nhà sản xuất dệt may người Do Thái, và bà Alice (Lévy-Rueff) Herzog. Gia đình ông chạy trốn khỏi Alsace sau khi nổ ra cuộc chiến tranh Pháp-Phổ giai đoạn 1870–1871 và tị nạn tại Normandy, ở đó, họ sở hữu một xưởng dệt ở Elbeuf.
Trong Chiến tranh thế giới thứ nhất, ông gia nhập quân đội Pháp và phục vụ như một thông dịch viên. Sau đó, ông trở thành sĩ quan liên lạc cho quân đội Anh. Cuốn tiểu thuyết đầu tiên của ông, Les silences du colonel Bramble, là một tiểu thuyết dí dỏm nhưng là một trải nghiệm sinh động xã hội thời đó. Cuốn sách thành công ở Pháp. Sau đó, nó được dịch và cũng phổ biến ở Vương quốc Anh và các nước nói tiếng Anh khác với tên gọi The Silence of Colonel Bramble (tạm dịch: Sự im lặng của Đại tá Bramble). Nhiều công trình khác của ông cũng đã được dịch sang tiếng Anh, [3] chủ đề của chúng thường về người Anh, chẳng hạn như tiểu sử của Disraeli, Byron, và Shelley.
Năm 1938, Maurois được bầu vào Viện Hàn lâm Pháp. Maurois được khuyến khích và hỗ trợ bởi Marshal Philippe Pétain, và ông cũng đã thừa nhận sự biết ơn đối với Pétain trong cuốn tự truyện năm 1941 của mình là "Call no man happy" – mặc dù thời gian đó, họ đã đi hai con đường khác biệt, Pétain trở thành người đứng đầu chính phủ Vichy.
Khi Chiến tranh thế giới thứ hai bùng nổ, ông được bổ nhiệm làm quan sát viên chính thức của Pháp thuộc Tổng trụ sở Anh. Trong khả năng của mình, ông đã đi cùng quân đội Anh đến Bỉ. Cá nhân ông biết rõ các chính trị gia trong chính phủ Pháp, và vào ngày 10 tháng 6 năm 1940, ông được cử đi London để thực hiện nhiệm vụ. Nhưng thỏa thuận đình chiến giữa chính phủ Vichy với Đức lúc đó đã kết thúc nhiệm vụ của ông. Maurois xuất ngủ và rời Anh đến Canada. Ông đã viết những trải nghiệm của mình trong thời gian này trong quyển Tragedy in France (tạm dịch: Thảm kịch của nước Pháp).
Trong Chiến tranh thế giới thứ hai, ông phục vụ trong quân đội Pháp và các lực lượng Pháp tự do.
Bút danh "André Maurois" trở thành tên chính thức của ông từ năm 1947.
Ông mất năm 1967 ở Neuilly-sur-Seine. Ông là tác giả của nhiều tiểu thuyết, tiểu sử, lịch sử cũng như truyện cho trẻ em. Ông được chôn ở nghĩa trang cộng đồng Neuilly-sur-Seine gần Paris.

## Gia đình
Người vợ đầu của Maurois là bà Jeanne-Marie Wanda de Szymkiewicz, một cô gái Nga theo học tại Đại học Oxford. Bà bị suy nhược thần kinh vào năm 1918 và mất vào năm 1924 vì nhiễm trùng huyết. Sau cái chết của cha mình, Maurois bỏ việc sản xuất dệt của gia đình.
Người vợ thứ hai của Maurois's là bà Simone de Caillevet, cháu gái của người tình của Anatole France là Léontine Arman de Caillavet. Sau khi Đức quốc xã chiếm đóng Pháp, họ chuyển đến Hoa Kỳ giúp tuyên truyền chống phát xít Đức.

## Các câu nói
- "Chúng ta đánh giá cao sự thẳng thắn của những người như chúng ta. Sự thẳng thắn của những người khác thì bị gọi là xấc xược."
- "Trong văn học cũng như trong tình yêu, chúng ta ngạc nhiên trước lựa chọn của người khác."
- "Kinh doanh là sự kết hợp của chiến tranh và thể thao."
- "Các thế hệ khác nhau không hiểu về suy nghĩ của nhau như các đơn nguyên của Leibniz." (trong Ariel, 1923).
- "Who in Europe, or America, for that matter, knows that Kansas City is one of the loveliest cities on earth? And yet it is true."
- "Không có gia đình, con người cô độc giữa thế giới, run rẩy trong giá lạnh." [4][5]

## Tác phẩm
- Climats
- Lelia, ou la vie de George Sand (Lelia, or the life of George Sand)
- Histoire d'Angleterre (History of England)
- Aspects of Biography (1929)
- Patapoufs et Filifers (Fattypuffs and Thinifers) (1930)
- The Next Chapter: The War Against the Moon (1928)
- Ariel
- Byron (first published in hardback by Cape in 1930)
- Captains and Kings
- Disraeli
- Mape
- Lyautey (1931)
- The Edwardian Era (1933)
- The Silence of Colonel Bramble
- Dickens
- Prophets and Poets
- The Thought Reading Machine
- Ricochets
- The Miracle of England
- Chateaubriand
- Một nghệ thuật sống (Un art de vivre)
- Tragedy in France
- I Remember, I Remember
- The Miracle of America
- Tại sao Pháp thất thủ (1941)
- Les Origines de la Guerre de 1939
- Woman Without Love
- My American Journal
- Olympio: The Turbulent Life of Victor Hugo
- Thư gởi người đàn bà không quen biết
- Lettre ouverte à un jeune homme sur la conduite de la vie (Thư ngỏ gởi tuổi đôi mươi - 1966)
- Prometheus: Cuộc đời của Balzac
- Cecil Rhodes
- Cuộc đời Sir Alexander Fleming: Phát hiện Penicillin
- Adrienne, ou, La vie de Mme de La Fayette
- The World of Marcel Proust
- Titans: A Three-Generation Biography of the Dumas
- Call no man happy: Autobiography (originally published 1941; The Reprint Society, 1944.)
- Thanatos Palace Hotel (short story, 1960)